# Liiva (Mustjala)
Liiva – wieś w Estonii, w prowincji Sarema, w gminie Mustjala.